# Liste der Bürgermeister von Oldambt
Dies ist die Liste der Bürgermeister von Oldambt in der niederländischen Provinz Groningen seit der Gemeindegründung am 1. Januar 2010.
| Bürgermeister   | Bürgermeister     | Partei | Partei     | Amtszeit  | Anmerkungen                  |
| --------------- | ----------------- | ------ | ---------- | --------- | ---------------------------- |
| Martin Zijlstra | Martin Zijlstra   |        | PvdA       | 2010      | kommissarisch                |
| Pieter Smit     | Pieter Smit       |        | D66        | 2010–2018 | am 10. April 2018 verstorben |
|                 | Rika Pot          |        | PvdA       | 2018      | kommissarisch                |
|                 | Cora-Yfke Sikkema |        | GroenLinks | 2019–     | [ 4 ]                        |